# Ystads IF FF
Ystads IF FF är fotbollssektionen i idrottsföreningen Ystads IF, bildat 1908. Ystads IF har spelat i Sveriges andra division där de var nära kval till Superettan. 2007 trillade dock YIF ur division 3, och återfinns säsongen 2016 i division 5.
Tidigare Hammarby-spelaren Johannes Hopf har tidigare spelat för YIF.